# Пуент-о-Пер (маяк)
Пуент-о-Пер — маяк побудований поблизу міста Рімускі, Квебек, Канада у 1909 році.
Висота маяка становить 33 м — це другий за висотою маяк у східній Канаді. Має специфічну будову — вісім бетонних опор підтримують тонкий високий циліндр.
У 1975 році був замінений на електронний маяк і, з того часу, будівля відкрита для відвідувачів. Поблизу знаходиться місце зіткнення океанічного лайнера RMS Empress of Ireland і норвезького «вугільника» SS Storstad, — музей цієї події також знаходиться на території маяка, а також єдиний, відкритий для публічного огляду, підводний човен типу «Оберон» — HMCS Onondaga.